# Мбугве (язык)
Мбугве (Buwe, Kimbugwe, Mbugwe, Mbuwe) — находящийся под угрозой исчезновения язык семьи банту, на котором говорит народ мбугве, проживающий в районе озера Маньяра в округе Бабати области Маньяра в Танзании.
Мбугве изолирован от других языков семьи банту, хотя и граничит с кушитским языком ираку на западе, с языком горова (или диалектом языка ираку) на юге, с масайским языком на востоке и с озером на севере. На его долю приходится около 70 % лексики его родственного языка ранги, также принадлежащего семье банту.
О диалектах ничего неизвестно. Сходство в лексике: 52 % с ланги.
Письменность на основе латинского алфавита: A a, Aa aa, B b, Ch ch, D d, E e, Ee ee, Ɛ ɛ, Ɛɛ ɛɛ, F f, G g, H h, I i, Ii ii, J j, K k, L l, M m, N n, Ng' ng', Ny ny, O o, Oo oo, Ɔ ɔ, Ɔɔ ɔɔ, P p, R r, S s, Sh sh, T t, U u, Uu uu, V v, W w, Y y.